# Vi er journalister
Vi er journalister er en dokumentarfilm instrueret og skrevet af Ahmad Jalali Farahani.

## Handling
Filmens instruktør, Ahmad Jalali Farahani, er en landflygtig iransk filmskaber og journalist, forfulgt og tortureret af Ahmadinejad-regimet. Ahmads film er en hyldest til den store, kulturelle arv i Iran med dens brug af den mundtlige historiefortællings tradition; hans poetiske, fortællende stil understøtter hele filmen, mens hemmeligt filmet materiale, aldrig tidligere vist, er sammenvævet som i et fint tæppe. Denne film er en kunstnerisk og visuel fortælling, der viser de frygtelige konsekvenser de iranske journalister må lide med , hvis de ønsker at beskrive sandheden og kæmpe for retten til det frie ord.